# Katinka Eikelenboom

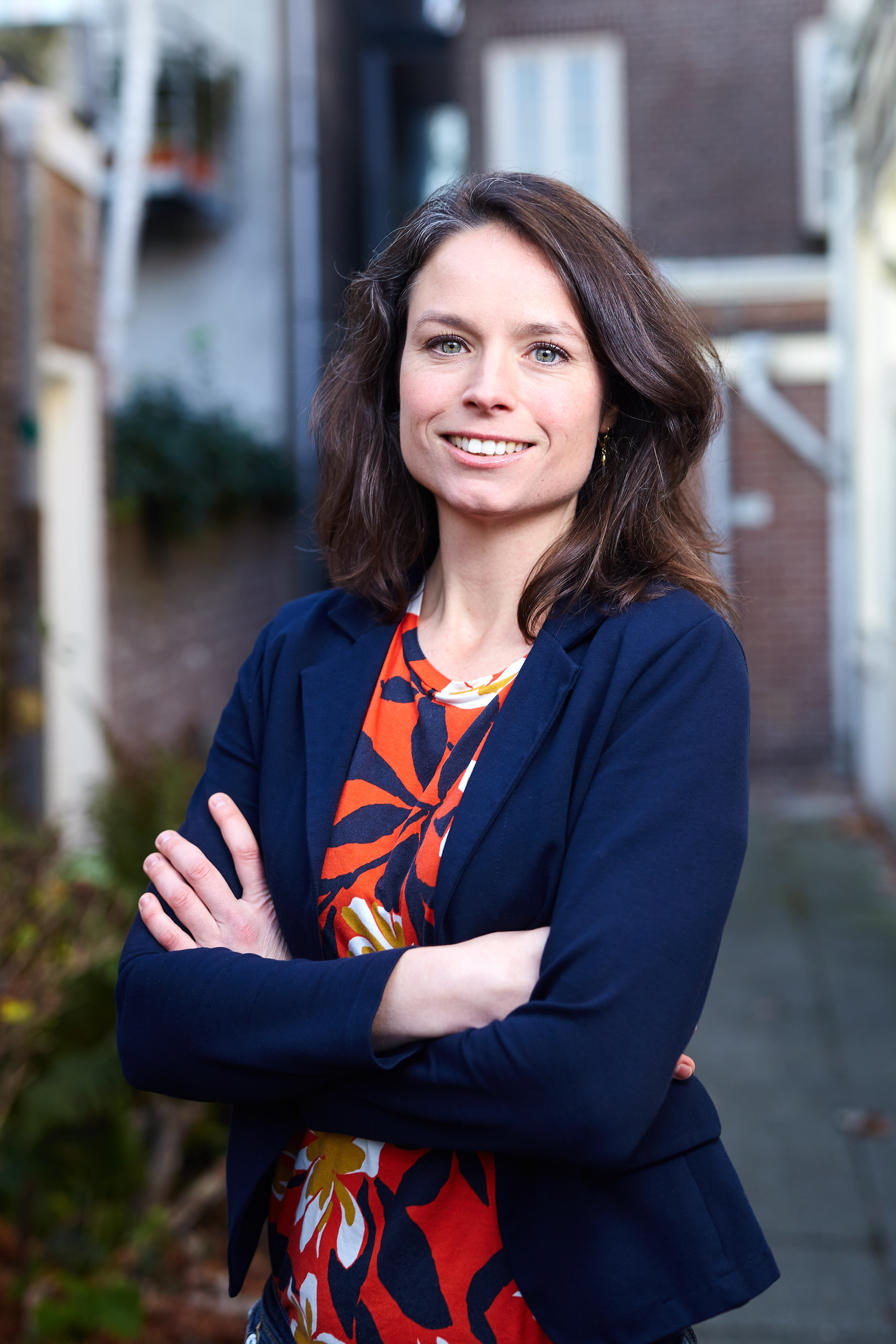
Katinka Eikelenboom (2020)

Katinka Eikelenboom (* 1982 in Leersum) ist eine niederländische Journalistin und Politikerin, die seit April 2019 Parteivorsitzende von GroenLinks ist.

## Leben
Katinka Eikelenboom wurde in Leersum, Provinz Utrecht, geboren. Mit etwa 15 Jahren nahm sie am Europäischen Jugendparlament und an der nationalen Jugenddebatte in der Zweiten Kammer teil.
Sie studierte Politikwissenschaften an der Universität Amsterdam und der University of Sussex mit Schwerpunkt öffentliche Verwaltung. Anschließend absolvierte sie einen zweijährigen Masterstudiengang in internationalen Angelegenheiten an der New School in New York und machte ein dreimonatiges Praktikum an einem Forschungsinstitut in der Dominikanischen Republik.
Eikelenboom arbeitete als stellvertretende Redakteurin beim Ethics & International Affairs Journal und als Vorstandssekretärin und stellvertretende Direktorin der VSNU, der Vereinigung der Universitäten in den Niederlanden. Zudem war sie leitende Mitarbeiterin und Bürochefin im Bureau de Helling, dem wissenschaftlichen Büro von GroenLinks. Außerdem war sie politische Assistentin der GroenLinks-Stadträte in Amsterdam.
Im Februar 2019 wurde sie, per April 2019, auf dem Parteitag in Zwolle zur Parteivorsitzenden von GroenLinks gewählt.
Eikelenboom ist die Nachfolgerin von Marjolein Meijer, die zurücktreten musste, weil sie eine Liebesaffäre mit dem Abgeordneten Rik Grashoff hatte und darüber gelogen hatte.